# García Álvarez de Toledo y Sarmiento
García Álvarez de Toledo y Sarmiento (? - 30 de junio de 1488) fue un eclesiástico español, obispo de Astorga en el siglo XV. Era hijo de Alonso Álvarez de Toledo, contador mayor del rey Juan II de Castilla.
| Predecesor: Álvaro Pérez Osorio | Obispo de Astorga 1464 – 1488 | Sucesor: Bernardino de Carvajal |